# Dolci ricordi
Dolci ricordi è un racconto di Neri Tanfucio, pseudonimo di Renato Fucini (1843–1921), apparso in precedenza su La domenica del Fracassa del 16 gennaio 1885 e inserito nella quarta edizione della raccolta di racconti Le veglie di Neri nel 1890.

## Trama
L'autore riporta, in prima persona, un episodio della gioventù di suo padre, risalente all'epoca degli studi universitari a Pisa e narratogli sul letto di morte. Figlio di un medico condotto di una piccola località toscana di montagna, ritornato a Pisa dopo le vacanze natalizie con le 80 lire occorrenti per un mese, «casco in una casa da giuoco, dove in un paio d'ore lascio tutta la mesata, più trenta lire di debito con un amico che me le prestò». Il giovane ritorna a casa «quasi orgoglioso d'aver anch'io la prima bravata da raccontare», e narra l'incidente alla madre perché, a sua volta, ne informi il padre, di cui ha timore. La madre è preoccupata: per le cattive condizioni economiche della famiglia e la scarsa salute del marito potrebbe essere difficile fornirgli nuovamente la somma di cui ha bisogno. L'indomani mattina, quando il giovane si accinge a tornare in treno a Pisa, il padre, già a cavallo per iniziare il suo giro di visite, gli dà nuovamente il danaro:
Una spronata, uno sfaglio, e si allontanò a capo basso nel buio, tra la neve e il vento che turbinava.»
(Renato Fucini, Le veglie di Neri, Roma: TEN, 1993, p. 78)

## Genesi dell'opera
Il racconto Dolci ricordi fu pubblicato nel numero del 16 gennaio 1885 de "La domenica del Fracassa", un supplemento settimanale del quotidiano Capitan Fracassa diretto da Giuseppe Chiarini che fu diffuso dal 28 dicembre 1884 al 14 febbraio 1886. Dolci racconti venne aggiunto agli altri quattordici della raccolta intitolata Le veglie di Neri, la cui prima edizione edizione era apparsa presso la Casa Editrice Barbèra di Firenze nel 1882. Il racconto nell'edizione del 1890 fu illustrato dal pittore fiorentino Federico Andreotti.

## Critica
Il Fucini «fu soprattutto un autore di bozzetti che di rado arrivavano alla misura di vere e proprie novelle». Dolci ricordi è il racconto più noto delle Veglie di Neri. Come in altri racconti della raccolta, «è impossibile non sentire qui un ricordo autobiografico: il Fucini dovette aver presenti le angherie subite da suo padre, medico condotto in Maremma quand'egli era ragazzo». Lo scrittore «partecipa alle sue storie raccontando in prima persona e rivelando in ogni occasione i suoi affetti». Ad accentuare i caratteri di una situazione angosciosa Fucini utilizza le risorse del "tempo inclemente", come esemplificato al termine del racconto (il padre che si allontana «nel buio, tra la neve e il vento che turbinava»).